# Eolagurus przewalskii
Pour les articles homonymes, voir Lemming brun.
Lemming brun
Espèce
Synonymes
- Eremiomys przewalskii Büchner, 1889

Statut de conservation UICN

LC : Préoccupation mineure
Eolagurus przewalskii, le Lemming brun, est une espèce de rongeurs de la famille des Cricetidae.

## Systématique
L'espèce Eolagurus przewalskii a été décrite pour la première fois en 1889 par le zoologiste russe Eugen Büchner (1861-1913) sous le protonyme Eremiomys przewalskii.

## Distribution
Cette espèce se rencontre en Chine et en Mongolie.

## Étymologie
Son épithète spécifique, przewalskii, lui a été donnée en l'honneur de l'officier, l'explorateur et le naturaliste russe Nikolaï Prjevalski (1839-1888).

## Publication originale
- (ru) Eugen Büchner, Научные результаты путешествия Н. М. Пржевальского по Центральной Азии [Résultats scientifiques du voyage de N. M. Przhevalsky à travers l'Asie centrale], vol. 1, t. 1, Saint-Pétersbourg, Tip. Akademīi,‎ 1888-1894, 364 p. (lire en ligne), p. 127-135.